# Präsidentschaftswahl in Lettland 2023
Die Präsidentschaftswahl in Lettland 2023 fand am 31. Mai 2023 statt. Die Saeima, das Parlament der Republik Lettland, wählte Edgars Rinkēvičs zum Präsidenten von Lettland.

## Ausgangslage
Im Blick auf die Parteizugehörigkeiten der Kandidaten und die Zahl der Saeima-Abgeordneten der sie unterstützenden Parteien hatten Uldis Pīlēns und Edgars Rinkēvičs, die beide Parteien der Regierungskoalition angehören, realistische Chancen auf eine Wahl zum Präsidenten von Lettland. Uldis Pīlēns konnte auf 15 Abgeordnete zählen, Edgars Rinkēvičs auf 39. Es war nicht abzusehen, welchem Kandidaten die Oppositionsparteien ihre Stimme geben würden.

## Wahlprozess
Gemäß dem Gesetz zur Wahl des Präsidenten von Lettland ruft das Präsidium der Saeima zwischen 40 und 30 Tagen vor der Wahl zu einer Parlamentssitzung auf. Die Parlamentsmitglieder wählen per Stimmzettel in geheimer Wahl. Um gewählt zu werden, ist die absolute Mehrheit von 51 Stimmen erforderlich. Sollte kein Kandidat in der ersten Runde eine Mehrheit erhalten, findet nach einer kurzen Pause ein zweiter Wahlgang mit den gleichen Kandidaten statt. Sollte auch nach dem zweiten Wahlgang kein Kandidat die notwendige Mehrheit erhalten, werden solange die Kandidaten mit den wenigsten Stimmen aus der Wahl eliminiert, bis ein Kandidat die absolute Mehrheit erhält. Sollte am Ende nur ein Kandidat übrig bleiben, ist eine Wahl weiterhin nicht garantiert. Abgeordnete können die Teilnahme an der Wahl verweigern. Sollte kein Kandidat gewählt werden, muss die Saeima die Wahl verschieben und die Nominierungsphase der Kandidaten wird wiederholt.

## Kandidaten
Der seit 2019 amtierende Präsident Lettlands, Egils Levits, kündigte seine Kandidatur am 19. April 2023 auf einer gemeinsamen Pressekonferenz mit Premierminister Krišjānis Kariņš an, der seine Unterstützung für die Wiederwahl von Levits zum Ausdruck brachte. Die Nationale Vereinigung „Alles für Lettland“ hatte zuvor erklärt, dass sie Levits bei der Wahl in der Saeima sowohl unterstützen als auch offiziell nominieren würde.
Die offiziellen Nominierungen für die Kandidaten für die Präsidentschaft in der Saeima begannen am 10. Mai. Uldis Pīlēns reichte als erster seine Bewerbung ein. Am selben Tag zog Levits unerwartet seine Kandidatur zurück und begründete dies mit einer „sich derzeit entwickelnden De-facto-Koalition zwischen kremlnahen und oligarchisch geprägten politischen Kräften“. Er forderte auch den damals einzigen anderen Kandidaten, Uldis Pīlēns, auf, ebenfalls zurückzutreten, damit die Regierungskoalition einen gemeinsamen Kandidaten finden und vorschlagen könne.
| Nr. | Name (Alter am 15.05.2023) | Name (Alter am 15.05.2023)  | Partei               | Unterstützende Parteien                     | Tätigkeit                                             | Quellen     |
| --- | -------------------------- | --------------------------- | -------------------- | ------------------------------------------- | ----------------------------------------------------- | ----------- |
| 1.  | Uldis Pīlēns               | Uldis Pīlēns (66 Jahre)     | Apvienotais saraksts | Apvienotais saraksts, Latvija pirmajā vietā | Bauunternehmer                                        | [ 1 ] [ 4 ] |
| 2.  |                            | Elīna Pinto (41 Jahre)      | parteilos            | Progresīvie                                 | Aktivistin, Ehemalige Beraterin der OECD in Luxemburg | [ 1 ]       |
| 3.  | Edgars Rinkēvičs           | Edgars Rinkēvičs (49 Jahre) | Vienotība            | Vienotība                                   | Außenminister von Lettland (seit 2011)                | [ 1 ]       |

In den Wahlunterlagen berücksichtigte Person, die von der Kandidatur zurücktrat:
| Nr. | Name (Alter am 15.05.2023) | Name (Alter am 15.05.2023) | Partei    | Unterstützende Parteien              | Tätigkeit              | Quellen |
| --- | -------------------------- | -------------------------- | --------- | ------------------------------------ | ---------------------- | ------- |
| 4.  | Egils Levits               | Egils Levits (67 Jahre)    | parteilos | Nacionālā apvienība „Visu Latvijai!“ | Präsident von Lettland | [ 5 ]   |

## Wahlergebnis
Edgars Rinkēvičs wurde im dritten Wahlgang mit 52 Stimmen zum lettischen Staatspräsidenten gewählt.